# Sección de Natación del Real Madrid Club de Fútbol
La Sección de Natación del Real Madrid Club de Fútbol fue una de las distintas modalidades deportivas de las que dispuso el club a lo largo de sus cien años de historia. Fundada a comienzos de 1930 de la mano de Tomás Lara junto con el complejo polideportivo del club, logró éxitos a nivel regional y nacional antes de interrumpirse temporalmente y desaparecer finalmente a finales de los años 60.
La sección, necesitada de una piscina e instalaciones muy concretas, supeditó su supervivencia a la existencia de las mismas. Pese a que el club contó con ellas incluso después de desaparecer la sección a finales de los años 60, en su Ciudad Deportiva creada para favorecer el crecimiento de sus distintas secciones deportivas o en el antiguo recinto polideportivo colindante al estadio, la demolición de la misma y el traslado de las dependencias a Valdebebas, donde se carece de instalaciones alternativas al fútbol, han hecho imposible la recuperación de la histórica sección.
Fue la primera vez que el club contó con representación femenina, además de representantes desde la edad infantil. Desde el primer año de su creación el club organizó diversos concursos para promocionar la nueva sección, que estuvo presente en los Campeonatos de Castilla desde su primera edición en 1930. Al año siguiente, el club se proclamó campeón del Campeonato de Castilla merced a la actuación de todos sus integrantes.
Pese a permanecer extinta en la actualidad, cosechó numerosos éxitos que hicieron de esta sección en su momento una de las más emblemáticas del club.

## Historia
En 1929 se construyó en Chamartín una piscina de 30x10 metros que permitió que en 1930 con Tomás Lara comenzase a funcionar la sección. El equipo dirigido por José Antonio Pacual, participó en la I Edición del Campeonato de Castilla de Natación (1930), destacando su nadador Juan León García Lirio. 
La disciplina pasó por muchos avatares, estuvo cerrada un tiempo, hasta que renació nuevamente en 1964 con mucha fuerza, proporcionando algunos éxitos a la entidad en campeonatos regionales y plusmarcas españolas durante los años sesenta. El recinto dedicado a la sección se encontraban en lo que ahora es el centro comercial "La Esquina del Bernabéu", colindante al Estadio Santiago Bernabéu, y antiguamente denominado como Campo de deportes del Real Madrid Club de Fútbol donde el club albergaba diferentes instalaciones para sus múltiples secciones deportivas. Tras su desaparición, el club construyó a comienzos de los años 60 un nuevo complejo deportivo denominado Ciudad Deportiva donde reunió todas y cada una de las secciones existentes del club, que posibilitó el renacer de la sección, y dando paso a su época más gloriosa en donde conquistó varios campeonatos regionales y varias plusmarcas nacionales.
En el citado nuevo complejo se inauguraron en septiembre de 1968 dos piscinas olímpicas que sin duda impulsaron a la sección madrileña.
Sus nadadores más destacados de esta última etapa fueron Guillermo y Antonio Fernández, Ángel Cacho, Luis Dueñas, Juan Mena, J. M. Viudez, Emilio Álvarez, Miguel Trullen y Miguel Castiñeira. En la modalidad femenina destacaron Pilar y Mercedes Von Carsten, Rosa María Gómez-Zamora, autora de varias plusmarcas de España, y Ely Redondo.

## Palmarés resumido

### Sección femenina
- Campeonato de España de Invierno: 
  - 200 m Braza - Rosa María Gómez-Zamora, 1967.[7]

- 8 Plusmarca de España:

100 m Espalda - (1964); Ely Redondo.
100 m Espalda - (1964); Ely Redondo.
100 m Braza - (1966) Rosa María Gómez-Zamora.
200 m Braza - (1967) Rosa María Gómez-Zamora.
100 m Braza - (1967) Rosa María Gómez-Zamora.
100 m Braza - (1967) Rosa María Gómez-Zamora.
100 m Braza - (1967) Rosa María Gómez-Zamora.
200 m Braza - (1967) Rosa María Gómez-Zamora.
- 1 Medalla de Bronce (RFEN - Servicios Distinguidos)

(1967); Rosa María Gómez-Zamora.
"Masculino y Femenino":
- 4 Campeonatos de Castilla

1931, 1964, 1965, 1966